# Ludwig Timotheus Spittler
Ludwig Timotheus Spittler (11 novembre 1752 à Stuttgart - 14 mars 1810 à Stuttgart) est un historien et professeur universitaire wurtembergeois. Il a publié des ouvrages sur l'histoire nationale allemande, l'histoire de l'Église catholique et l'histoire politique.

## Biographie
Ludwig Timotheus Spittler naît le 11 novembre 1752 à Stuttgart. Il étudie à l'université de Tübingen. Il est nommé professeur ordinaire de l'université de Göttingen en 1778. Il collabore alors à plusieurs projets d'importance avec l'historien August Ludwig Schlözer (1735-1809), l'historien Johann Christoph Gatterer (1727-1799) et le spécialiste des lois constitutionnelles Johann Stephan Pütter (1725-1807).
En collaboration avec le philosophe Christoph Meiners (1747-1810), il dirige la publication de Göttingische Historische Magazin de janvier 1787 à août 1791.
Ludwig Timotheus Spittler meurt le 14 mars 1810 à Stuttgart.

## Œuvres
Ludwig Timotheus Spittler publie en 1786 Geschichte des Fürstenthums Hannover seit der Reformation (Histoire de la Principauté de Hanovre depuis la Réforme luthérienne). En 1796, il publie Geschichte der Dänischen Revolution im Jahr 1660, un ouvrage qui décrit la façon dont Frédéric III de Danemark a introduit l'absolutisme au Danemark. Spittler a aussi publié Landesgeschichte in der Zeit der Deutschen Spataufklarung, une histoire du pays pendant le Spätaufklärung allemand.
Il a publié d'autres ouvrages.